# Аристава, Шота Константинович
Шота Константинович Аристава (Арстаа) (абх. Арсҭаа Шота Ҟасҭеи-иԥа; 10 марта 1929, Отхара, Социалистическая Советская Республика Грузия — 26 марта 2024) — абхазский учёный, специалист в области языкознания. Доктор филологических наук, профессор. Действительный член (1997) и первый президент Академии наук Республики Абхазия (1997—2013). Член общественной комиссии при парламенте Абхазии. Сотрудник отдела языка Абхазского института гуманитарных исследований.

## Биография
В 1986 году в Институте языкознания им. А. Чикобава Академии наук Грузии защитил диссертацию на соискание степени доктора филологических наук защищена, тема «Проблема простого предложения в абхазском языке».
В 1997 году при учреждении Академии наук Абхазии (АНА) избран её действительным членом.
Умер 26 марта 2024 года в возрасте 95 лет.

## Труды
- Арсҭаа Ш. Ҟ., Ҷкадуа Л. П. Аҧсуа литературатә бызшәа аграмматика. Афонетика, афонологиа, ажәахырҿиаара, аморфологиа. — Аҟәа, 2002.
- Аристава Ш. К. Глаголы лабильной конструкции в абхазском языке. Труды АбИЯЛИ. — Сухуми: Изд. Ан ГССР, 1959. — Т. XXX. — С. 209—214.
- Аристава Ш. К., Бгажба Х. С., Конджария В. Х., Ломтатидзе К. В., Циколия М. М., Чкадуа Л. П., Шакрыл Е. П., Шакрыл К. С., Шакрыл Т. П., Грамматика абхазского языка. Фонетика и морфология. — Сухуми: Алашара, 1968. — 203 с.
- Аристава Ш. К. Подлежащее. Сборник материалов по абхазскому языку. — Тб.: Мецниереба, 1970. — С. 16—38.
- Аристава Ш. К. Сказуемое. Сборник материалов по абхазскому языку. — Тб.: Мецниереба, 1970. — С. 39—68.
- Аристава Ш. К. К определению структурной основы предложения в абхазском языке. Известия АбИЯЛИ. — Тб.: Мецниереба, 1976. — Т. V. — C. 164—204.
- Аристава Ш. К., Проблема простого предложения в абхазском языке. Тбилиси, Издательство Тбилисского Университета, 1982.
- Русско-абхазский терминологический словарь. (Автор раздела «Экономика», вместе с А. Д. Хеция). Сухум, 2000. — 223 с.
- Арсҭаа Ш. Ҟ., Ҷкадуа Л. П. «Аҧсуа бызшәа асинтаксис» Аҟәа-Сухум, 2010.
- Арсҭаа Ш. Ҟ. «Аҧсуа синтаксис», Аҟәа, 2016.
- Арстаа Ш. К. «Абхазский синтаксис», Сухум, 2019.

## Награды
- Действительный член Академии наук Абхазии (1997)[6]
- Государственная премия имени Г. А. Дзидзария (2005) за книгу «Грамматика абхазского литературного языка. Фонетика, фонология, словообразование, морфология»[8]